# Valla, Krokoms kommun
Valla är en by i Offerdals socken, Krokoms kommun, Jämtland. Byn är belägen längs länsväg Z 675 mellan Kaxås och Rönnöfors, nära Tångeråsen och Gärde. I Valla fanns tidigare bland annat affär. 